# Mistrovství světa v ledním hokeji žen 2004
Mistrovství světa v ledním hokeji žen 2004 se konalo od 30. dubna do 6. března 2004 v kanadských městech Halifax a Dartmouth. Mistrem světa se stal výběr hokejistek z Kanady.

## Hrací formát turnaje
Devět účastníků turnaje bylo rozděleno na tři trojčlenné skupiny. Zde týmy sehráli v rámci své skupiny jeden zápas každý s každým. První dva týmy s nejvíce body postoupily dále do skupin D a E, kdežto zbylé týmy hrály o udržení ve skupině F. Z důvodu navýšení týmů v ročníku 2003 ze skupiny F sestupují do I. divize 2 týmy.

## Skupina A

### Tabulka
| P  | Tým     | Z | V | P | R | VG | IG | B |
| -- | ------- | - | - | - | - | -- | -- | - |
| 1. | Kanada  | 2 | 2 | 0 | 0 | 24 | 0  | 4 |
| 2. | Německo | 2 | 1 | 1 | 0 | 4  | 15 | 2 |
| 3. | Čína    | 2 | 0 | 2 | 0 | 2  | 15 | 0 |

### Zápasy
| 30. března 2004 | Čína | 0 – 11 (0-4, 0-3, 0-4) | Kanada |  |  |

| 31. března 2004 | Německo | 4 – 2 (0-1, 1-1, 3-0) | Čína |  |  |

| 1. dubna 2004 | Kanada | 13 – 0 (8-0, 3-0, 2-0) | Německo |  |  |

## Skupina B

### Tabulka
| P  | Tým       | Z | V | P | R | VG | IG | B |
| -- | --------- | - | - | - | - | -- | -- | - |
| 1. | USA       | 2 | 2 | 0 | 0 | 17 | 1  | 4 |
| 2. | Rusko     | 2 | 1 | 1 | 0 | 2  | 9  | 2 |
| 3. | Švýcarsko | 2 | 0 | 2 | 0 | 2  | 11 | 0 |

### Zápasy
| 30. března 2004 | USA | 1 – 9 (1-1, 0-4, 0-4) | Švýcarsko |  |  |

| 31. března 2004 | Rusko | 2 – 1 (1-0, 1-0, 0-1) | Švýcarsko |  |  |

| 1. dubna 2004 | USA | 8 – 0 (2-0, 2-0, 4-0) | Rusko |  |  |

## Skupina C

### Tabulka
| P  | Tým      | Z | V | P | R | VG | IG | B |
| -- | -------- | - | - | - | - | -- | -- | - |
| 1. | Švédsko  | 2 | 1 | 0 | 1 | 10 | 4  | 3 |
| 2. | Finsko   | 2 | 1 | 0 | 1 | 3  | 2  | 3 |
| 3. | Japonsko | 2 | 0 | 2 | 0 | 2  | 9  | 0 |

### Zápasy
| 30. března 2004 | Japonsko | 2 – 8 (0-2, 2-4, 0-2) | Švédsko |  |  |

| 31. března 2004 | Finsko | 1 – 0 (1-0, 0-0, 0-0) | Japonsko |  |  |

| 1. dubna 2004 | Švédsko | 2 – 2 (2-0, 0-1, 0-1) | Finsko |  |  |

## Playoff

### O udržení (skupina F)

#### Tabulka
| P  | Tým       | Z | V | P | R | VG | IG | B |
| -- | --------- | - | - | - | - | -- | -- | - |
| 1. | Čína      | 2 | 2 | 0 | 0 | 11 | 5  | 4 |
| 2. | Švýcarsko | 2 | 1 | 1 | 0 | 7  | 6  | 2 |
| 3. | Japonsko  | 2 | 0 | 2 | 0 | 2  | 9  | 0 |

#### Zápasy
| 3. dubna 2001 | Čína | 6 – 3 (2-1, 3-1, 1-1) | Švýcarsko |  |  |

| 4. dubna 2001 | Japonsko | 2 – 5 (0-2, 0-1, 2-2) | Čína |  |  |

| 5. dubna 2001 | Švýcarsko | 4 – 0 (0-0, 1-0, 3-0) | Japonsko |  |  |

### Skupina D

#### Tabulka
| P  | Tým     | Z | V | P | R | VG | IG | B |
| -- | ------- | - | - | - | - | -- | -- | - |
| 1. | USA     | 2 | 2 | 0 | 0 | 12 | 3  | 4 |
| 2. | Kanada  | 2 | 1 | 1 | 0 | 8  | 4  | 2 |
| 3. | Švédsko | 2 | 0 | 2 | 0 | 3  | 16 | 0 |

#### Zápasy
| 3. dubna 2004 | Kanada | 1 – 3 (1-2, 0-1, 0-0) | USA |  |  |

| 4. dubna 2004 | Švédsko | 1 – 7 (1-0, 0-4, 0-3) | Kanada |  |  |

| 5. dubna 2004 | USA | 9 – 2 (3-1, 1-1, 5-0) | Švédsko |  |  |

### Skupina E

#### Tabulka
| P  | Tým     | Z | V | P | R | VG | IG | B |
| -- | ------- | - | - | - | - | -- | -- | - |
| 1. | Finsko  | 2 | 2 | 0 | 0 | 6  | 1  | 4 |
| 2. | Rusko   | 2 | 1 | 1 | 0 | 5  | 4  | 2 |
| 3. | Německo | 2 | 0 | 2 | 0 | 2  | 8  | 0 |

#### Zápasy
| 3. dubna 2004 | Německo | 2 – 4 (0-1, 2-2, 0-1) | Rusko |  |  |

| 4. dubna 2004 | Finsko | 4 – 0 (2-0, 1-0, 1-0) | Německo |  |  |

| 5. dubna 2004 | Rusko | 1 – 2 (1-0, 0-2, 0-0) | Finsko |  |  |

### O 3. místo
| 6. dubna 2004 | Finsko | 3 – 2 (1-0, 1-2, 1-0) | Švédsko |  |  |

### Finále
| 8. dubna 2001 | USA | 0 – 2 (0-0, 0-1, 0-1) | Kanada |  |  |

## Konečné pořadí
| Místo            | Tým       |
| ---------------- | --------- |
| Zlatá medaile    | Kanada    |
| Stříbrná medaile | USA       |
| Bronzová medaile | Finsko    |
| 4.               | Švédsko   |
| 5.               | Rusko     |
| 6.               | Německo   |
| 7.               | Čína      |
| 8.               | Švýcarsko |
| 9.               | Japonsko  |

## 1. divize
První divize se konala od 14. do 20. března 2004 ve lotyšském Ventspils. Z důvodu snižování soutěžních týmů v elitní skupině o dva, sestupují z první divize poslední dva týmy do druhé divize.

### Konečné pořadí
| Místo | Tým           |
| ----- | ------------- |
| 1.    | Kazachstán    |
| 2.    | Česko         |
| 3.    | Lotyšsko      |
| 4.    | Francie       |
| 5.    | Norsko        |
| 6.    | Severní Korea |

### Zápasy
| 14. března 2004 | Norsko | 3 – 3 (1-2, 2-0, 0-1) | Francie |  |  |

| 14. března 2004 | Lotyšsko | 1 – 4 (0-1, 1-3, 0-0) | Česko |  |  |

| 14. března 2004 | Norsko | 1 – 4 (0-0, 1-4, 0-0) | Kazachstán |  |  |

| 15. března 2004 | Česko | 4 – 3 (2-2, 0-0, 2-1) | Norsko |  |  |

| 15. března 2004 | Francie | 6 – 0 (3-0, 3-0, 0-0) | Severní Korea |  |  |

| 15. března 2004 | Kazachstán | 3 – 3 (0-3, 1-0, 2-0) | Lotyšsko |  |  |

| 17. března 2004 | Kazachstán | 1 – 0 (1-0, 0-0, 0-0) | Norsko |  |  |

| 17. března 2004 | Česko | 3 – 3 (1-1, 1-1, 1-1) | Francie |  |  |

| 17. března 2004 | Severní Korea | 1 – 4 (0-0, 0-1, 1-3) | Lotyšsko |  |  |

| 18. března 2004 | Francie | 0 – 4 (0-2, 0-0, 0-2) | Kazachstán |  |  |

| 18. března 2004 | Česko | 8 – 1 (0-1, 6-0, 2-0) | Severní Korea |  |  |

| 18. března 2004 | Lotyšsko | 7 – 5 (4-0, 0-2, 3-3) | Norsko |  |  |

| 20. března 2004 | Norsko | 7 – 2 (2-0, 3-1, 2-1) | Severní Korea |  |  |

| 20. března 2004 | Francie | 2 – 3 (1-0, 1-1, 0-2) | Lotyšsko |  |  |

| 20. března 2004 | Kazachstán | 3 – 0 (1-0, 1-0, 1-0) | Česko |  |  |

## 2. divize
Druhá divize se konala od 14. do 20. března 2004 ve italském Sterzingu. Z důvodu snižování soutěžních týmů v elitní skupině o dva, sestupují z druhé divize poslední dva týmy do třetí divize.

### Konečné pořadí
| Místo | Tým            |
| ----- | -------------- |
| 1.    | Dánsko         |
| 2.    | Itálie         |
| 3.    | Slovensko      |
| 4.    | Nizozemsko     |
| 5.    | Austrálie      |
| 6.    | Velká Británie |

### Zápasy
| 14. března 2004 | Nizozemsko | 1 – 5 (0-0, 1-3, 0-2) | Slovensko |  |  |

| 14. března 2004 | Velká Británie | 2 – 3 (0-1, 2-1, 0-1) | Dánsko |  |  |

| 14. března 2004 | Austrálie | 0 – 7 (0-2, 0-4, 0-1) | Itálie |  |  |

| 15. března 2004 | Dánsko | 4 – 1 (1-0, 1-0, 2-1) | Nizozemsko |  |  |

| 15. března 2004 | Slovensko | 8 – 1 (2-0, 3-1, 3-0) | Austrálie |  |  |

| 15. března 2004 | Itálie | 10 – 2 (2-1, 3-1, 5-0) | Velká Británie |  |  |

| 17. března 2004 | Dánsko | 10 – 0 (1-0, 5-0, 4-0) | Austrálie |  |  |

| 17. března 2004 | Velká Británie | 0 – 1 (0-1, 0-0, 0-0) | Nizozemsko |  |  |

| 17. března 2004 | Slovensko | 1 – 2 (1-1, 0-1, 0-0) | Itálie |  |  |

| 18. března 2004 | Nizozemsko | 5 – 1 (2-0, 0-1, 3-0) | Austrálie |  |  |

| 18. března 2004 | Slovensko | 11 – 0 (4-0, 3-0, 4-0) | Velká Británie |  |  |

| 18. března 2004 | Itálie | 1 – 4 (0-1, 0-2, 1-1) | Dánsko |  |  |

| 20. března 2004 | Dánsko | 3 – 3 (0-0, 1-2, 2-1) | Slovensko |  |  |

| 20. března 2004 | Austrálie | 4 – 2 (1-0, 0-0, 3-2) | Velká Británie |  |  |

| 20. března 2004 | Itálie | 4 – 0 (1-0, 2-0, 1-0) | Nizozemsko |  |  |

## 3. divize
Třetí divize se konala od 21. do 28. března 2004 ve slovinském Mariboru.

### Konečné pořadí
| Místo | Tým         |
| ----- | ----------- |
| 1.    | Rakousko    |
| 2.    | Slovinsko   |
| 3.    | Maďarsko    |
| 4.    | Belgie      |
| 5.    | Rumunsko    |
| 6.    | Jižní Korea |

### Zápasy
| 21. března 2004 | Rakousko | 8 – 1 (2-0, 1-0, 5-1) | Maďarsko |  |  |

| 21. března 2004 | Jižní Korea | 1 – 2 (0-0, 0-1, 1-1) | Belgie |  |  |

| 21. března 2004 | Rumunsko | 1 – 8 (1-2, 0-2, 0-4) | Slovinsko |  |  |

| 22. března 2004 | Belgie | 1 – 10 (0-5, 1-3, 0-2) | Rakousko |  |  |

| 22. března 2004 | Maďarsko | 3 – 0 (0-0, 0-0, 3-0) | Rumunsko |  |  |

| 22. března 2004 | Slovinsko | 10 – 1 (1-1, 5-0, 4-0) | Jižní Korea |  |  |

| 24. března 2004 | Rumunsko | 4 – 3 (0-0, 1-1, 3-2) | Jižní Korea |  |  |

| 24. března 2004 | Belgie | 3 – 4 (1-1, 1-2, 1-1) | Maďarsko |  |  |

| 24. března 2004 | Slovinsko | 1 – 3 (0-1, 1-1, 0-1) | Rakousko |  |  |

| 25. března 2004 | Belgie | 6 – 0 (2-0, 1-0, 3-0) | Rumunsko |  |  |

| 25. března 2004 | Jižní Korea | 1 – 10 (1-2, 0-4, 0-4) | Rakousko |  |  |

| 25. března 2004 | Maďarsko | 3 – 8 (0-4, 3-2, 0-2) | Slovinsko |  |  |

| 27. března 2004 | Maďarsko | 4 – 1 (2-1, 1-0, 1-0) | Jižní Korea |  |  |

| 27. března 2004 | Rakousko | 4 – 0 (1-0, 1-0, 2-0) | Rumunsko |  |  |

| 27. března 2004 | Slovinsko | 4 – 1 (1-0, 1-1, 2-0) | Belgie |  |  |